# Sölvesborgs samrealskola
Sölvesborgs samrealskola var en realskola i Sölvesborg verksam från 1907 till 1972. 

## Historia
I Sölvesborg fanns åtminstone från 1820 en stadsskola. Denna ombildades 1858 till ett lägre elementarläroverk, som 1879 ombildades till ett lägre allmänt läroverk som verkade till 1906. År 1907 bildades istället en kommunal samskola, med rätt att från 1915 utfärda realexamen. Denna ombildades från höstterminen 1919 till en kommunal mellanskola. Denna ombildades från 1930 successivt till Sölvesborgs samrealskola.
Realexamen gavs från 1915 till 1972.
Skolbyggnaden från 1935 togs efter realskoletiden över av Furulundsskolan.